# Ignition (альбом)
Ignition (рус. Зажигание) — второй студийный альбом американской панк-рок-группы The Offspring, релиз которого состоялся 16 октября 1992 года.
Альбом стал «золотым» по версии RIAA 22 января 1996 года, и продан в количестве 1 000 000 копий по всему миру. К 20-летию альбома в 2012 году The Offspring полностью сыграли Ignition на некоторых концертов. Они также исполнили весь альбом в 2017 году на благотворительном концерте в Беркли в 924 Gilman Street.
Песня «Dirty Magic» будет перезаписана группой для альбома Days Go By, выпущенного в 2012 году.

## Запись альбома
В 1991 году The Offspring объединились с продюсером Томом Уилсоном для записи 7-дюймового мини-альбома Baghdad. Этот EP помог подписанию группы с Epitaph Records. Уилсон уговаривал The Offspring перейти на Epitaph, лейбл, управляемый гитаристом Bad Religion Бреттом Гуревичем. Гуревич чувствовал, что The Offspring просто недостаточно подходят для его лейбла, но, мини-альбом, убедил его дать группе шанс. Благодаря успеху мини-альбома, группе удалось записать свой второй полноформатный альбом. Группа выбрала две студии звукозаписи Westbeach Recorders и Track Record в июне 1992 года для записи Ignition.

## Релиз
Альбом Ignition был выпущен лейблом Epitaph Records 16 октября 1992 года. Как и предыдущий альбом, Ignition не попал в чарт Billboard 200; однако The Offspring начали набирать популярность в южном регионе Калифорнии, в основном в районах Сан-Диего, округа Ориндж и Лос-Анджелеса, и полтора года гастролировали в поддержку альбома. Песня «Kick Him When He's Down» была выпущена как сингл в 1995 году, предназначенный только для трансляции. Ignition был сертифицирован «золотом» в 1996 году. В октябре 2011 года альбом занял второе место (между альбомами «Dirt» группы Alice In Chains и «Generator» Bad Religion) в списке «10 альбомов 1992 года» по мнению журнала Guitar World.
17 июня 2008 года Epitaph Records переиздали Ignition (вместе с альбомом Smash). Это переиздание было выпущено в тот же день, что и восьмой студийный альбом The Offspring Rise and Fall, Rage and Grace.

### Критический прием
| Оценки критиков               | Оценки критиков |
| Источник                      | Оценка          |
| ----------------------------- | --------------- |
| AllMusic                      | [ 10 ]          |
| Robert Christgau              | [ 11 ]          |
| The Rolling Stone Album Guide | [ 12 ]          |
| Spin Alternative Record Guide | 5/10            |

Альбом получил в целом положительные отзывы за годы с момента его первоначального выпуска, причём несколько рецензентов сочли Ignition одним из лучших альбомов The Offspring.

## Список композиций
Все тексты написаны Декстером Холландом, кроме отмеченных.
| №                   | Название                  | Примечание                                                 | Длительность |
| ------------------- | ------------------------- | ---------------------------------------------------------- | ------------ |
| 1.                  | «Session»                 | Написана в соавторстве с Кристиной Луна и Джиллом Экаусом. | 2:32         |
| 2.                  | «We Are One»              |                                                            | 3:59         |
| 3.                  | «Kick Him When He's Down» |                                                            | 3:16         |
| 4.                  | «Take It Like a Man»      |                                                            | 2:55         |
| 5.                  | «Get It Right»            |                                                            | 3:06         |
| 6.                  | «Dirty Magic»             |                                                            | 3:48         |
| 7.                  | «Hypodermic»              |                                                            | 3:21         |
| 8.                  | «Burn It Up»              |                                                            | 2:42         |
| 9.                  | «No Hero»                 |                                                            | 3:22         |
| 10.                 | «L.A.P.D.»                |                                                            | 2:45         |
| 11.                 | «Nothing from Something»  | Написана в соавторстве с Марвином Фергусеном.              | 3:00         |
| 12.                 | «Forever and a Day»       |                                                            | 2:37         |
| Общая длительность: | Общая длительность:       | Общая длительность:                                        | 37:23        |

## Участники записи
- Декстер Холланд — вокал, гитара
- Кевин «Нудлз» Вассерман — гитара
- Грег Крисел — бас-гитара
- Рон Уэлти — ударные

## Сертификации
| Регион | Сертификация | Продажи   |
| --- | ------------ | --------- |
| Австралия (ARIA) | Золотой      | 35 000^   |
| Канада (Music Canada) | Золотой      | 50 000^   |
| США (RIAA) | Золотой      | 500 000^  |
| Итого |              |           |
| Мир | —            | 1,000,000 |
| * Данные о продажах приведены только на основе сертификации. ^ Данные о тиражах приведены только на основе сертификации. |              |           |